# Henryk Szeligowski
Henryk Szeligowski – polski leśnik, doktor habilitowany nauk rolniczych, profesor w Szkole Głównej Gospodarstwa Wiejskiego w Warszawie, specjalista od nasiennictwa, selekcji, szkółkarstwa oraz selekcji drzew leśnych.

## Kariera naukowa
W 1992 roku na Wydziale Leśnym Szkoły Głównej Gospodarstwa Wiejskiego w Warszawie uzyskał tytuł magistra leśnictwa. W tym samym roku został zatrudniony na tejże uczelni, a w 2000 roku na tym samym wydziale uzyskał stopień doktora nauk rolniczych w zakresie leśnictwa na podstawie rozprawy pt. Analiza porównawcza wybranych cech modrzewia polskich pochodzeń na powierzchni doświadczalnej w Rogowie, której promotorem był Stanisław Bellon. W 2013 roku ten sam wydział nadał mu stopień doktora habilitowanego nauk rolniczych w dyscyplinie leśnictwa na podstawie pracy pt. Zmienność oraz wartość hodowlana populacji buka zwyczajnego w warunkach siedliskowych centralnej Polski.